# Consejería de Igualdad y Feminismo de la Generalidad de Cataluña
La consejería de Igualdad y Feminismo es una de las consejerías del Gobierno de Cataluña. Esta consejería fue creada el 26 de mayo de 2021 uniendo las competencias en materia de igualdad de las anteriores consejerías de la Presidencia y de Trabajo,  Asuntos Sociales y Familias. Desde agosto de 2024 laconsejera es Eva Menor Cantador. 

## Historia y competencias
El DECRETO 21/2021, de 25 de mayo, de creación, denominación y determinación del ámbito de competencia de los departamentos de la Administración de la Generalidad de Cataluña, establece las competencias de las distintas consejerías de la Generalidad de Cataluña. 
Las competencias de esta Consejería son la regulación de las políticas de igualdad, las de accesibilidad, la igualdad efectiva en el trabajo, así como las de garantías de derechos y no discriminación. También las políticas en materia de igualdad de las personas gays, lesbianas, bisexuales, transgéneros e intersexuales. Regular las políticas de las mujeres y está vinculado a esta Consejería el Instituto Catalán de la Mujer (ICD). Además, son competencia de esta Consejería el fomento y la defensa de los derechos humanos, políticos y civiles, la política de inmigración, refugio y apoyo a la migración catalana y las políticas del tiempo y conciliación. 
En 2024 con el gobierno de Salvador Illa el departamento pasó a denominarse "igualdad y feminismo".

## Consejeras
| Titular              | Titular | Periodo              | Periodo              | Partido | Partido | Generalitat | Generalitat | Generalitat   |
| Titular              | Titular | Inicio               | Fin                  | Partido | Partido | Gobierno    | Presidente  | Presidente    |
| -------------------- | ------- | -------------------- | -------------------- | ------- | ------- | ----------- | ----------- | ------------- |
| Tània Verge i Mestre |         | 26 de mayo de 2021   | 12 de agosto de 2024 |         | ERC     | Aragonès    |             | Pere Aragonès |
| Eva Menor Cantador   |         | 12 de agosto de 2024 | En el cargo          |         | PSC     | Illa        |             | Salvador Illa |